# شیوا خسرومهر
شیوا خسرومهر (زاده ۲۴ آبان ۱۳۵۰، سبزوار) بازیگر سینما، تلویزیون و تئاتر اهل دیار سربداران شهرستان سبزوار است.

## فیلم‌شناسی

### بازیگری در سینما
- عروسی مهتاب (خسرو ملکان، ۱۳۷۵)
- مخمصه (محمدعلی سجادی، ١٣٨۵)
- سایه وحشت (عماد اسدی، ۱۳۸۷)
- کارناوال مرگ (حبیب الله کاسه ساز، ١٣٨٧)
- نفرین (علی توکل نیا، ۱۳۸۹)
- پاریس تا پاریس (محمدحسین لطیفی، ۱۳۸۹)
- جا به جا (علی توکل نیا، ١٣٩١)
- نقش نگار (علی عطشانی، ۱۳۹۲)
- سه بیگانه (مهدی مظلومی، ۱۳۹۳)
- انارهای نارس (مجیدرضا مصطفوی، ۱۳۹۲)
- قرارمون پارک شهر (فلورا سام، ۱۳۹۵)
- سال دوم دانشکده من (رسول صدرعاملی، ۱۳۹۶)
- سلام علیکم حاج آقا (حسین تبریزی‌، ۱۳۹۷)
- دوچ (امیر مشهدی عباس، ۱۳۹۷)
- هولیا (مرتضی آتش زمزم، ۱۳۹۹)

### بازیگری در تلویزیون
| سال  | نام سریال            | کارگردان         | توضیحات      |
| ---- | -------------------- | ---------------- | ------------ |
| ۱۳۷۸ | کاشانه               | قاسم جعفری       | شبکه ۳       |
| ۱۳۸۵ | نرگس                 | سیروس مقدم       | شبکه ۳       |
| ۱۳۸۶ | ستاره سهیل           | امیر قویدل       | شبکه ۲       |
| ۱۳۸۶ | سایه تنهایی          | بیژن شکرریز      | شبکه ۱       |
| ۱۳۸۷ | خط شکن               | مسعود تکاور      | شبکه ۵       |
| ۱۳۸۷ | غیرمحرمانه           | مسعود رسام       | شبکه ۵       |
| ۱۳۸۸ | تا رهایی             | حسین تبریزی      | شبکه ۱       |
| ۱۳۸۹ | عملیات ۱۲۵           | بهروز افخمی      | شبکه ۵       |
| ۱۳۹۱ | بال‌های خیس           | عباس رنجبر       | شبکه         |
| ۱۳۹۱ | خانه‌ای روی تپه       | داریوش یاری      | شبکه ۲       |
| ۱۳۹۲ | نوشدارو              | جواد اردکانی     | شبکه ۱       |
| ۱۳۹۲ | پروانه               | جلیل سامان       | شبکه ۳       |
| ۱۳۹۲ | یادآوری              | حجت قاسم‌زاده اصل | شبکه آی فیلم |
| ۱۳۹۲ | بچه‌های نسبتاً بد      | سیروس مقدم       | شبکه ۱       |
| ۱۳۹۴ | آسمان من             | محمدرضا آهنج     | شبکه افق     |
| ۱۳۹۴ | تعبیر وارونه یک رؤیا | فریدون جیرانی    | شبکه ۱       |
| ۱۳۹۵ | از اینجا تا اونجا    | مسعود عسگری      | شبکه ۱       |
| ۱۳۹۵ | عمودی‌ها              | حجت ذی جودی      | شبکه ۳       |
| ۱۳۹۵ | بوی تاک              | سعید پورشعبانی   | شبکه ۵       |
| ۱۳۹۵ | نگهبان زمین          | علی میری رامشه   | شبکه ۵       |
| ۱۳۹۶ | سارق روح             | احمد معظمی       | شبکه ۵       |
| ۱۳۹۶ | افسانه هزارپایان     | شهاب عباسی       | شبکه نسیم    |
| ۱۳۹۷ | خاک گرم              | جواد ارشاد       | شبکه ۱       |
| ۱۳۹۸ | زوج یا فرد           | علیرضا نجف‌زاده   | شبکه ۳       |
| ۱۳۹۸ | مرضیه                | فلورا سام        | شبکه ۲       |
| ۱۳۹۸ | تلاطم                | وحید بیطرفان     | شبکه ۵       |
| ۱۳۹٩ | دوپینگ               | رضا مقصودی       | شبکه ۳       |
| ۱۳۹٩ | کامیون               | مسعود اطیابی     | شبکه ۲       |
| ۱۳۹٩ | بچه مهندس ۳          | علی غفاری        | شبکه ۲       |
| ۱۳۹٩ | دادستان              | مسعود ده نمکی    | شبکه ٣       |
| ۱۳۹٩ | جلال ۲               | حسن نجفی         | شبکه ١       |
| ١۴٠٠ | بچه مهندس ۴          | احمد کاوری       | شبکه ٢       |
| ١۴٠١ | تازه وارد            | سجاد معارفی      | شبکه ٣       |
| ۱۴۰۱ | آتش سرد              | رضا ابوفاضلی     | شبکه ۲       |
| ۱۴۰۲ | رستگاری              | مسعود ده نمکی    | شبکه ۲       |
| ۱۴۰۳ | تانک خورها           | پرویز شیخ طادی   | شبکه ۳       |
| ۱۴۰۴ | یزدان                | منوچهر هادی      | شبکه ۳       |

### تله‌فیلم
- ۱۳۸۴ بالا بلند (جلال فاطمی) شبکه ۵ سیما
- ۱۳۸۵ میهمانان غریب خاک (سیدمحمد مختاری) شبکه ۱ سیما
- ۱۳۸۷ آشیانه‌ای برای زندگی (حمید طالقانی) شبکه ۱
- ۱۴۰۲پیشرو (مهرداد عزیزی پارسا) شبکه های پنج و امید و آموزش سیما،این فیلم برنده جایزه بهترین کارگردانی شد
- ۱۳۹۹ ۷۵ ۲۵ (امیدرسولی فرد) جشنواره بین المللی

### بازیگری در رسانه خانگی
- ممنوعه
- قلب یخی (فصل اول)

## تئاتر
- گوهر خیراندیش
- نمایش اکتبر۱۹۴۲ پاریس
- نمایش شادی حقیقی، آرام و بی صداست سالن اصلی تئاتر شهر
- پرفورمنس دیدار
- نمایش فوبیا
- نمایشنامه‌خوانی انگشتری ژنرال ماسیاس
- نمایش تیتانیوم